# Roland Michener
Daniel Roland Michener (Lacombe, 19 aprile 1900 – Toronto, 6 agosto 1991) è stato un avvocato, diplomatico e politico canadese, governatore generale del Canada dal 1967 al 1974.